# Libéral-conservatisme
 (septembre 2018).

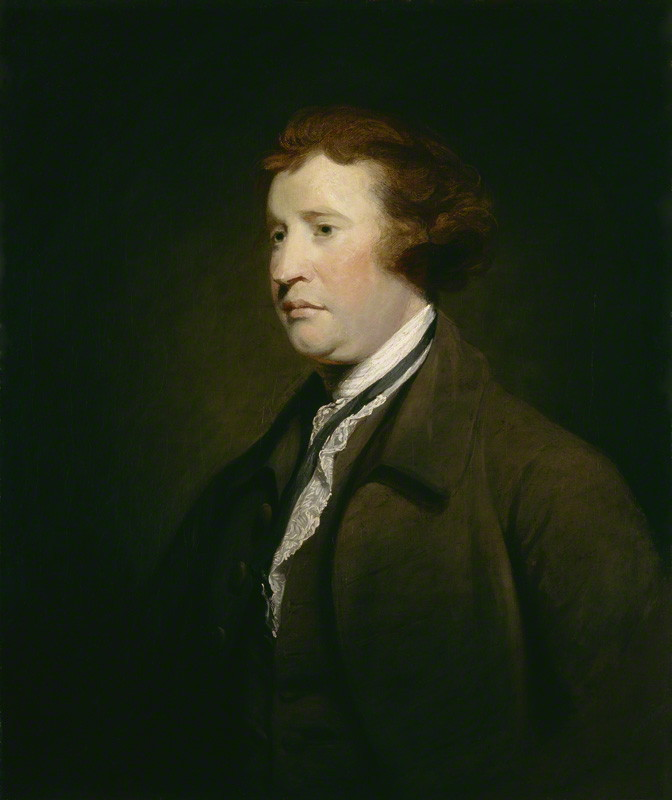
Edmund Burke : père du libéral-conservatisme.

Le libéral-conservatisme est une idéologie politique, économique et sociale qui cherche à concilier des préoccupations libérales, tels que la liberté individuelle, la propriété privée et l'économie de marché, avec des valeurs conservatrices, comme le respect des traditions établies, l'autorité, l'ordre public, la sécurité, l'identité nationale, l'héritage religieux, la famille. Cette idéologie tente d'équilibrer le progrès et la modernité avec la préservation des structures sociales et culturelles héritées du passé. Edmund Burke, souvent considéré comme le père du conservatisme moderne, est l'une des figures emblématiques de ce courant, bien que sa pensée ait évolué dans un contexte historique spécifique.
Il est possible également d'ajouter François Guizot, Frédéric Le Play, Wilhelm Röpke, Friedrich von Wieser et Joseph Schumpeter, comme figures de proue du libéral-conservatisme. Le libéral-conservatisme fait référence à une droite acceptant le changement, mais s'opposant aux idées du libéralisme classique. En effet, les libéraux-conservateurs défendent les libertés civiles, individuelles et religieuses comme les libéraux classiques, mais refusent, contrairement à ces derniers, de confondre l'État avec la société civile.
Les libertés pour les conservateurs sont acquises au sein d'une communauté grâce à la coutume et à une histoire commune ; elles ne seraient pas innées et attachées à l'individu, contrairement à ce que pensent les libéraux classiques. Les libéraux-conservateurs rejettent donc le pacifisme, l'individualisme, l'universalisme des Lumières, les droits de l'homme, le cosmopolitisme et le contractualisme.[réf. nécessaire]
Le libéral-conservatisme représente l'idéologie dominante des partis européens de droite comme l'Union chrétienne-démocrate d'Allemagne (CDU), le Parti conservateur au Royaume-Uni, Nouvelle Énergie en France, Forza Italia en Italie ou encore le Parti populaire (PP) en Espagne. Ces derniers sont regroupés au sein du Parti populaire européen. Le libéral-conservatisme domine également au sein de grands partis de droite en dehors de l'Union européenne. C'est le cas par exemple du Parti républicain aux États-Unis ou encore du Parti conservateur du Canada[réf. nécessaire].

## Présentation générale
Les libéraux-conservateurs sont pour la propriété privée et une économie de marché modérée. Ces conservateurs rejettent plus ou moins certaines idées modernes, à savoir la défense de droits individuels, de l'égalité des droits, du contrat social et d'une liberté négative. Au libéralisme des modernes, potentiellement despotique, relativiste, conventionnaliste et utilitariste, ils opposent un libéralisme ancien, républicain. Ce faisant, ils s'imposent aux idées du libéralisme classique. Ainsi, les libéraux conservateurs se référent à Alexis de Tocqueville. Pour ce dernier, l'individualisme doit être vu comme la mise en place de la "petite société". Il s'agit de la défense de la "famille" dans le sens que les anciens Grecs et Romains donnent à ce terme. Les parents et les amis constituent cette petite société créée à la mesure de l'individu. Aussi, les libéraux conservateurs sont considérés comme appartenant à une famille ancienne du libéralisme.

### Le conservatisme libéral: défense du droit naturel classique
Ce qui oppose les libéraux-conservateurs aux libéraux classiques, c'est un désaccord sur ce que doit être le droit naturel,. Pour les premiers, le droit ne doit en aucun cas être confondu avec la loi, même s'il doit être découvert par la raison, mais consiste à dire ce qui est juste ; c'est le droit des classique. Cela suppose un travail de réflexion de la part des juristes, des philosophes et politologues sur la nature de la vérité, du souverain bien, de la bonne société. Le droit n'est pas connu de prime abord, aussi il doit être recherché et adapté selon les situations. Les divergences entre classiques et modernes se situent sur le plan juridique.
Les conservateurs reprochent aux modernes d'avoir osé penser le droit comme émanant de l'individu. Ils accusent également les libéraux classiques, les premiers modernes, d'avoir ouvert la porte au positivisme juridique en affirmant que le droit se trouve dans des lois rationnelles et à l'utilitarisme en pensant la société à partir des passions individuelles. Le conservateur libéral rejette également le relativisme des valeurs et le progressisme épousés par le moderne. Contrairement au libéral classique et au jacobin, il préfèrera le droit romain aux Droits de l'Homme. A contrario, le libéral classique défend une conception individualiste et égalitaire du droit naturel. La liberté négative, moderne, que le libéral défend a pu effectivement conduire au relativisme et au positivisme, car celui-ci sépare les faits des valeurs, opposant la raison à la tradition.

### Concordances, convergences et oppositions des diverses doctrines et systèmes politiques
Le conservatisme apparaît comme une alternative au libéralisme moderne. C'est toute son ambiguïté : comme les hommes ont besoin à la fois d’enracinement et d'émancipation, il peut vouloir accompagner plus largement les bienfaits du libéralisme, le rendre plus protecteur à l'égard de l'émancipation sans prudence ou encore le considérer comme vicié, donc vouloir le renverser. Sauf dans ce dernier cas, le conservatisme est donc prêt à composer avec le libéralisme. De même, il ne suffit pas qu'une société soit « ouverte », économiquement parlant, pour qu'y règne la liberté. Celle-ci suppose, outre la liberté de choisir des biens de consommation, celle de peser sur les destinées collectives. Contrairement aux libéraux, les conservateurs libéraux ne croient pas que l'égalité et la liberté soient compatibles.
Le libéral-conservatisme s'oppose également au centralisme. La décentralisation, conjuguée avec le fédéralisme et le principe de subsidiarité, permet d'initier les citoyens à la vie politique et éviter le despotisme de l’État,. Ainsi, il s'oppose logiquement aux régimes totalitaires, le communisme par exemple, c'est-à-dire lorsqu’un État contrôle tous les pouvoirs, notamment économique, religieux, médiatique, etc. Le libéral-conservateur rejoint le libéral classique sur le rejet de la tyrannie et du droit positif. Il soutient la propriété privée et une liberté de commerce modérée, mais se méfie de la démocratie représentative et du progressisme défendus par des penseurs modernes comme Benjamin Constant.

## Usage du terme
Dans de nombreux pays, les partis d'idéologie conservatrice ont, avec le temps, adopté des arguments modernes. Le terme « conservateur » plutôt que « libéral-conservateur » est souvent employé pour qualifier les personnes concernées. Dans les pays où les idées libérales sont considérées comme relevant de la tradition, comme les États-Unis, le conservatisme est aussi une notion englobant la défense du conservatisme classique et du libéralisme classique. Dans d'autres pays où les mouvements libéraux-conservateurs sont devenus des courants politiques dominants, les termes « libéral » et « conservateur » peuvent devenir synonymes (comme en Australie, en Italie et en Espagne). En revanche, aux États-Unis et au Royaume-Uni, ces deux termes sont antinomiques, radicalement opposés. Des idées libérales et modernes se sont imposées dans certaines franges conservatrices des États-Unis (le paléolibertarianisme, le paléoconservatisme et le Tea Party sont des doctrines conservatrices défendant une posture individualiste). Il s'agit d'une particularité américaine consistant à combiner l'individualisme méthodologique du libéralisme classique à une certaine forme de conservatisme (les écrits de Russell Kirk renseignent sur cette tendance). Inversement, le néoconservatisme, dominant au parti républicain, souhaite redécouvrir le droit naturel des classiques. Les libéraux-conservateurs français rejoignent les néoconservateurs américains sur ce point et refusent d'accorder du crédit au libéralisme classique.
Un deuxième sens du terme s'est développé en Europe, combinant des visions conservatrices « modernes » (moins traditionalistes) avec une certaine forme de social-libéralisme. Il s'est généralement développé en opposition aux conceptions plus collectivistes du socialisme. Souvent, il s'agit de souligner la nécessité d'un maintien de visions conservatrices du libre marché et de la croyance en la responsabilité individuelle, tout en adoptant des positionnements sociaux-libéraux quant à la défense des droits civiques, de la protection de l'environnement et du soutien à un petit État-providence. Cette philosophie est celle de l'actuel Fredrik Reinfeldt (Premier ministre suédois de 2006 à 2014), ainsi que de David Cameron (le Premier ministre britannique de 2010 à 2016) et de Theresa May, qui lui a succédé dans la fonction. David Cameron parle de « conservatisme moderne » pour expliquer la doctrine actuelle des tories. En Europe continentale, ce terme peut être traduit de l'anglais par « conservatisme social ».

## Fondements du libéralisme-conservatisme

### Tradition et scepticisme envers le rationalisme moderne
Comme la mécanique sociale échappe souvent à la compréhension et au contrôle de l’homme, l’idée que l’on puisse instaurer un système parfait en mesure de gérer le social est à éviter, parce qu’elle relève tout simplement de l’utopie. Une telle pensée revendique le concret, le réel, le continu, contre la fiction abstraite des constructions ex nihilo. On parlera plutôt de scepticisme envers la raison quand celle-ci prétend percer tous les mystères du monde. Les conservateurs préfèrent plutôt le rationalisme des penseurs classiques. C’est pourquoi il est aussi préférable de se conformer à ce qui existe, c’est-à-dire à l’ordre et aux traditions engendrés par le cours de l’histoire et le travail des ancêtres. Ceci a amené naturellement Michael Oakeshott à se définir comme conservateur de la manière suivante : « être conservateur, par conséquent, est préférer le familier à l’inconnu, préférer ce qui a déjà été utilisé à ce qui ne l’a jamais été, préférer le fait au mystère, le vrai au possible, le limité au flou, ce qui est proche plus que ce qui est distant, le suffisant à l’excédent, le convenable au parfait (…) ». En effet, comme l’écrit Philippe Bénéton, la tradition constitue « cet héritage […] essentiel à l’homme parce que sa raison est faible et bornée ». Irremplaçable fruit de la sagesse des générations passées, la tradition est le révélateur du caractère de chaque peuple. De plus, les libéraux-conservateurs considèrent qu'une société - le vivre ensemble - ne peut exister qu’à travers des ordres de moralité, c'est-à-dire où l’on distingue ce qui est dû, ce qui est permis et ce qui est interdit (retour au droit naturel ancien).
En somme, si la révolution de 1793 appelée aussi Terreur - à distinguer de la révolution de 1789 - se trouve tant vilipendée par les libéraux-conservateurs, c’est qu’elle représente une brisure irréparable dans ce qui avait mis des siècles à être élaboré.
Ce conservatisme, pris au sens de conservation, a - toujours - pour tâche d’entourer et de protéger quelque chose, notamment en ce qui concerne l’éducation selon les propos de Hannah Arendt. Le libéralisme-conservatisme accepte le monde tel qu’il est - et ne définit pas sa lutte que pour préserver - accepte donc l’intervention d’êtres humains décidés à modifier le cours des choses et à créer du neuf.

### Décentralisation, fédéralisme, et principe de subsidiarité
Pour éviter le despotisme, le libéral-conservatisme insiste sur l’importance et l'existence d’autres contre-pouvoirs - extérieurs ou intérieurs à l'État - face à l’État, en particulier le pouvoir associatif ou pouvoirs privés, qui soient capables de limiter sa puissance, et aussi qu’ils ne soient pas la manifestation d’une démission du pouvoir politique face à des intérêts économiques.

### Critique de l'État providence
Dans la lignée de Raymond Aron, ce courant libéral s'accommode parfois d'un État providence. Mais avec l'État providence, le lien familial se morcèle car les individus prennent l’habitude de ne dépendre que de l'État.

## Partis politiques
Au Parlement européen, les libéraux-conservateurs sont unis au sein du Parti populaire européen, mais on en compte aussi quelques-uns dans l'Alliance des démocrates et des libéraux pour l'Europe et l'Alliance des conservateurs et réformistes européens. Plusieurs partis d'Europe occidentale ou du nord sont particulièrement représentatifs de cette mouvance politique :
- Italie : Forza Italia, parti italien dirigé par l'ancien président du Conseil Silvio Berlusconi. Il compte aussi une frange démocrate chrétienne et est actuellement dans l'opposition. Même s'il se réclame de ces valeurs, sa politique économique lors de la pratique du pouvoir s'éloigne du libéral-conservatisme.
- Royaume-Uni : Parti conservateur, au pouvoir entre 2010 et 2024 et dirigé par Kemi Badenoch.
- 🇫🇷 France: Les Républicains, parti historique de la droite française, ou Nouvelle Énergie, le parti présidé par le maire de Cannes et président de l’Association des Maires de France, David Lisnard.
- États-Unis : Parti républicain, bien que celui-ci penche plus à droite politiquement parlant depuis l'élection de Donald Trump au mandat présidentiel.
- Espagne : Parti populaire (PP) , qui compte aussi en son sein des démocrates chrétiens.
- Maroc : Mouvement populaire (MP), libéral sur les questions économiques et conservateur sur les questions de mœurs ; il fait partie de l'Internationale libérale.
- Suède : Les Modérés (M) de Fredrik Reinfeldt, ancien Premier ministre de la Suède.
- Danemark : Parti libéral (V) danois, dirigé depuis 2019 par Jakob Ellemann-Jensen.
- Finlande : Parti de la coalition nationale, membre minoritaire de la coalition actuellement au pouvoir en Finlande.
- Portugal : Parti social-démocrate (PSD) portugais, parti de l'ancien Premier ministre Pedro Passos Coelho.
- Grèce : Nouvelle Démocratie (ΝΔ), parti de l'ancien premier ministre grec Antónis Samarás et de l'actuel, Kyriakos Mitsotakis.
- Irlande : Fine Gael, parti politique irlandais dirigé par Leo Varadkar.
- Belgique : Mouvement réformateur (MR), dirigé par Georges-Louis Bouchez.
- Autriche : Parti populaire autrichien (ÖVP), membre minoritaire de la coalition actuellement au pouvoir en Autriche. Il compte une importante frange démocrate chrétienne.
- Islande : Parti de l'indépendance (SJ), actuellement au gouvernement.

### Pouvoirs privés
- L'Institut Thomas-More
- Institut de formation politique[22]
- Institut des Libertés.